# スタンフォード大学行動科学高等研究センター

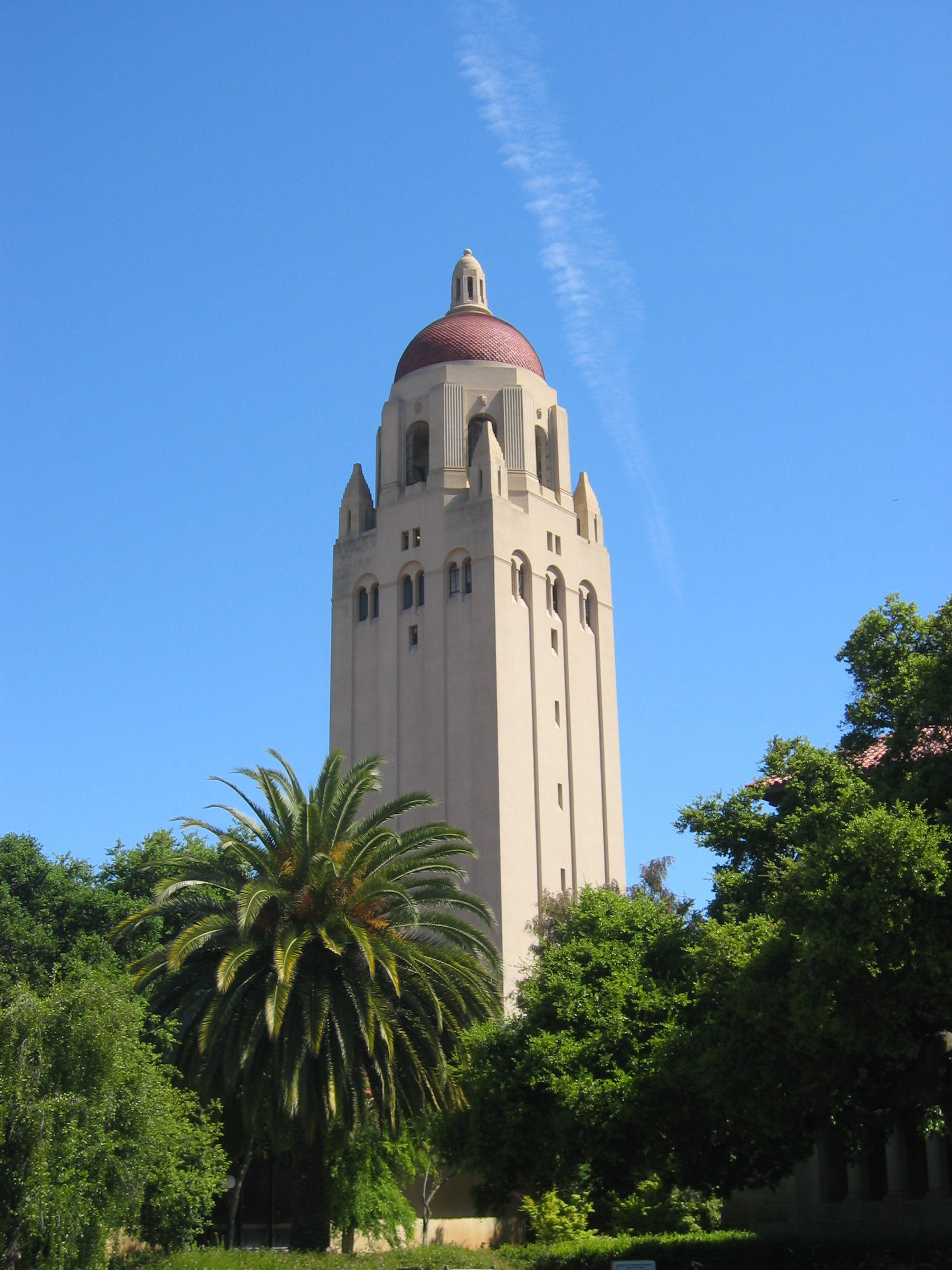
スタンフォード大学フーバー・タワー

行動科学高等研究センター（Center for Advanced Study in the Behavioral Sciences、CASBS）は、スタンフォード大学の研究所。1954年設立。
人類学、経済学、政治学、心理学、社会学の五つの主要な社会科学・行動科学の他、人文学、教育、言語学、生物科学といった分野の研究者も所属する。

## 沿革
1954年、フォード財団の支援を受けて設立される。初代センター長は教育者ラルフ・W・タイラー（Ralph W. Tyler）。建物は、地元の建築家であるウィリアム・ワースター（William Wurster）によって設計された。
かつては後任のフェローは前任のフェローによって指名されていたが、2007年以降は応募制である。
2008年には、正式にスタンフォード大学の一部となった。